# Zaqatala (Stadt)
Zaqatala (armenisch Զաքաթալա Sakatala, georgisch ზაქათალა Sakatala, russisch Закаталы Sakataly) ist eine Stadt in Aserbaidschan. Sie ist Hauptstadt des Bezirks Zaqatala. Die Stadt hat 21.800 Einwohner (Stand: 2021). 2014 betrug die Einwohnerzahl etwa 21.100 und liegt am Fluss Tala.

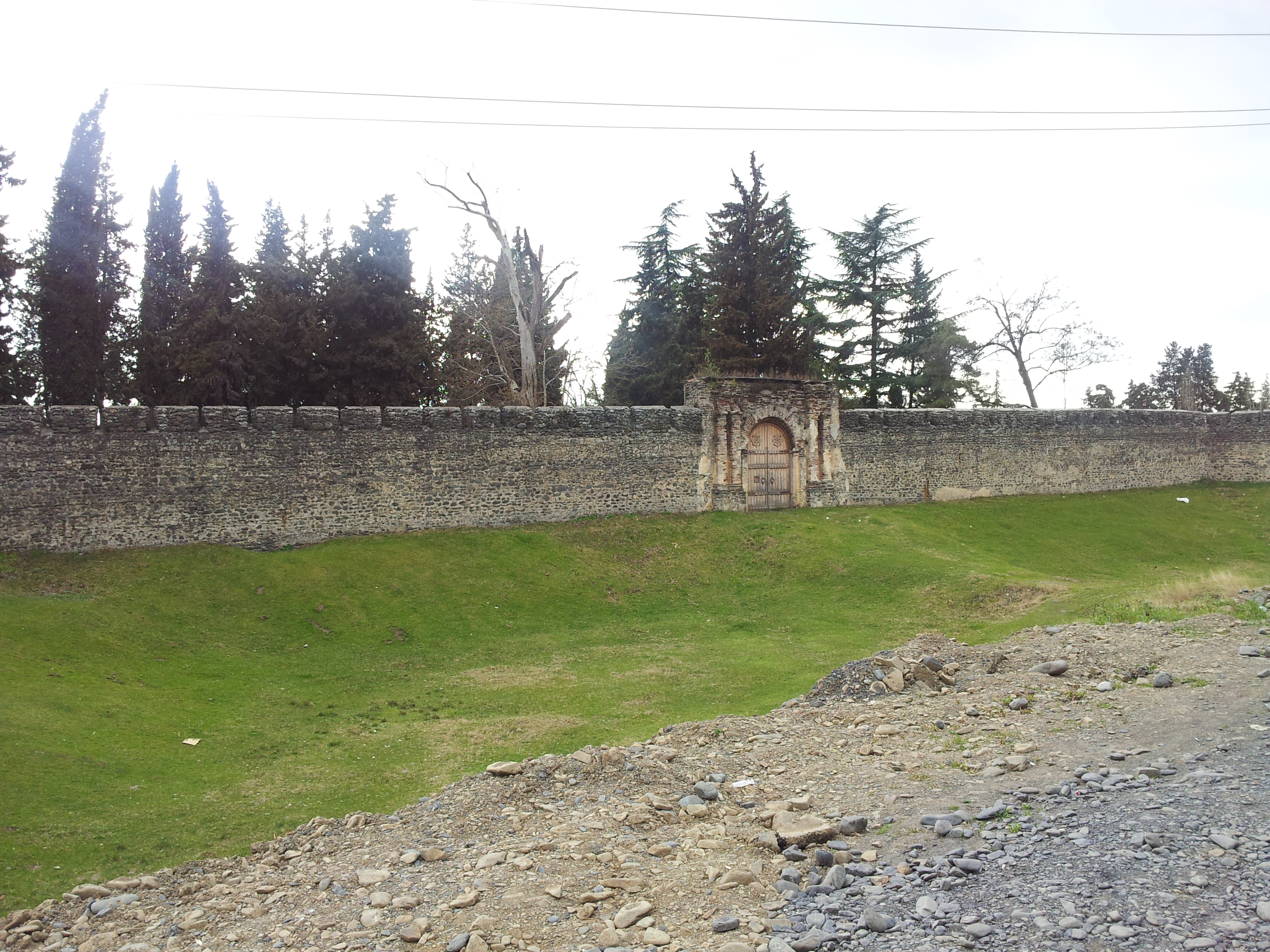
Festung Zaqatala

## Geschichte

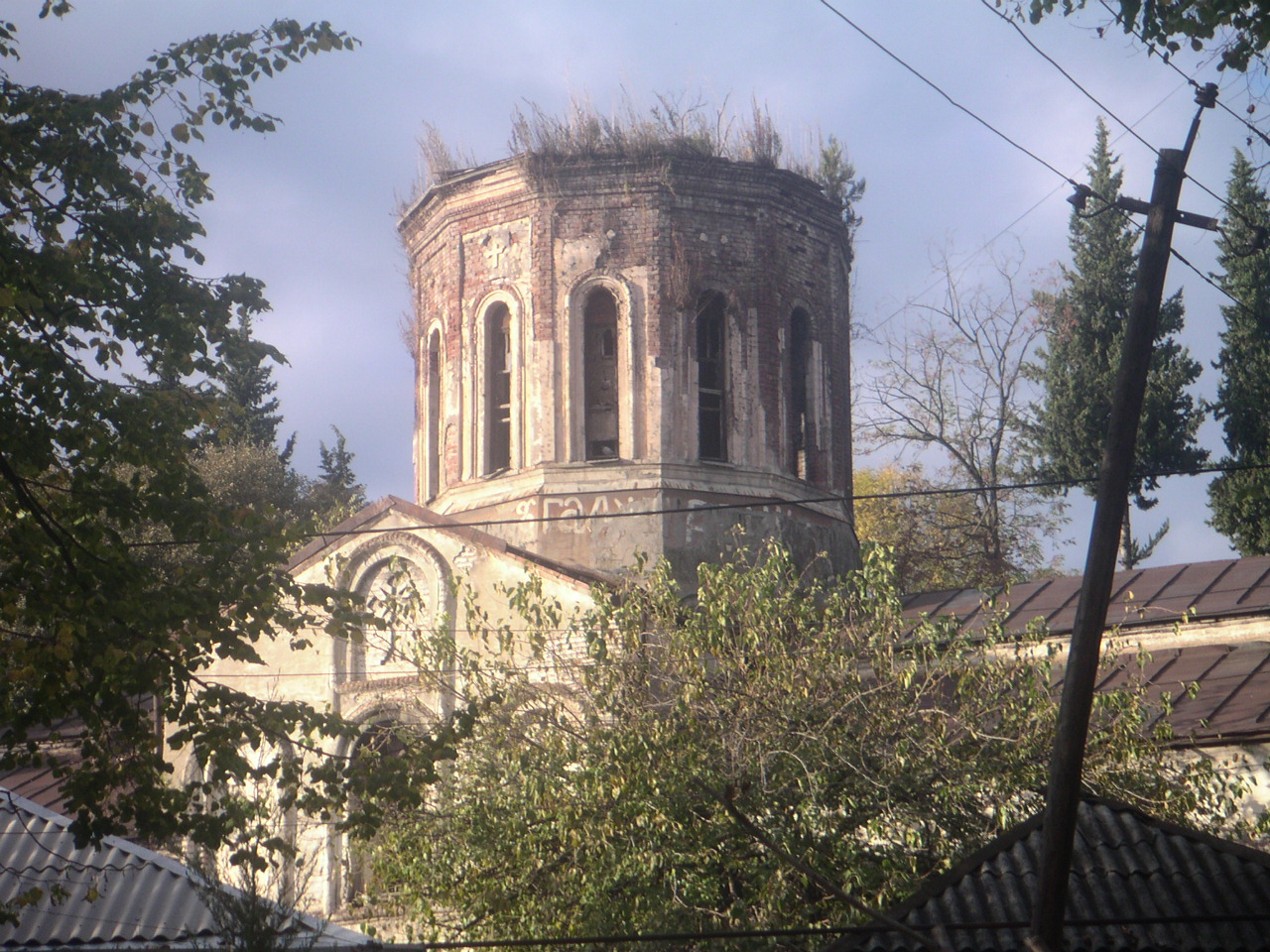
Ruine der Kirche von Zaqatala

Die heutige Stadt geht auf ein gleichnamiges Dorf zurück, an dessen Stelle 1830 die russische Festung Novo Sakataly errichtet wurde. Die Vorstadt der Festung wurde 1851 zur Stadt Sakataly. 1886 hatte die Stadt 1.231 Einwohner, etwa jeweils zur Hälfte Armenier und Awaren.
Die Innenstadt aus dem 19. Jahrhundert ist teilweise noch erhalten. Auch die Reste der russischen Festung Novo Sakataly, die nach einer missglückten Revolution 1905 als Gefängnis für die vormalige Besatzung der Potemkin diente, sind noch zu besichtigen. Außerdem befinden sich in der Stadt eine Kirchenruine und ein historisches Museum.
Die Geschichte der Kirche, die sich in einem verwahrlosten Zustand befindet, ist aus politischen Gründen umstritten. Während die armenische Inschrift der Kirche 1851 als Erbauungszeitpunkt nennt, wurde vom aserbaidschanischen Kulturministerium eine Tafel an der Kirche angebracht, welche das Gebäude als albanischen Tempel des 4.–5. Jahrhunderts bezeichnet. Nach öffentlicher Kritik, unter anderem durch den ehemaligen norwegischen Botschafter in Aserbaidschan Steinar Gil, wurde die Tafel zu russischer Tempel des 19. Jahrhunderts geändert.

## Verkehr
Die Stadt ist an das Netz der Aserbaidschanischen Eisenbahn, die Strecke von Yevlax nach Balakən, angebunden. Durch die Stadt verläuft die Fernstraße M5 von Yevlax über Mingəçevir zur georgischen Grenze. Außerdem gibt es eine kleine Landebahn.

## Persönlichkeiten
- Messoud Efendiev (* 1953), Mathematiker
- Wsewolod Merkulow (1895–1953), sowjetischer Politiker, Geheimdienstfunktionär und zuletzt als Armeegeneral Leiter des Ministeriums für Staatssicherheit
- Qurban Qurbanov (* 1972), Fußballspieler und -trainer